# Mléčná čokoláda
Mléčná čokoláda je čokoládová cukrovinka světle hnědé barvy, jedna ze základních druhů čokolád vedle hořké a bílé čokolády, která se skládá z kakaového másla, kakaové hmoty, mléka a cukru. Mezi hlavní výrobce mléčné čokolády patří Ferrero, Hershey, Mondelēz, Lindt, Mars a Nestlé, přičemž nejvíce veškeré mléčné čokolády se spotřebuje v Evropě, kde nejvíce mléčné čokolády spotřebují Švýcaři, následují Spojené státy a poptávka se zvyšuje také v Číně.
První použití termínu „mléčná čokoláda“ bylo pro nápoj přivezený z Jamajky v roce 1687. První moderní mléčnou čokoládu vynalezl švýcarský podnikatel Daniel Peter v roce 1875 a následně Rodolphe Lindt zdokonalil proces výroby konšováním. Ve dvacátých letech 20. století se začaly masově vyrábět pralinky v Belgii a začala se míchat mléčná čokoláda s dalšími přísadami, kdy vznikly první čokoládové tyčinky, jako Toblerone v roce 1908 a Kit Kat v roce 1935. V 21. století se začala objevovat čokoláda Fair Trade a certifikát UTZ s cílem poskytnout záruku kvality. V roce 2021 měl trh s mléčnou čokoládou hodnotu 58,6 miliardy dolarů.

## Historie
První výskyt „mléčné čokolády“ se odkazoval na nápoj z čokolády v kombinaci s mlékem. V roce 1687 Hans Sloane, irský lékař, přinesl nápoj do Londýna poté, co jej viděl na Jamajce u domorodců. Přípravek byl známý pro své léčivé vlastnosti. Z Londýna se „mléčná čokoláda“ rozšířila nejprve do Francie, kde lékárník Ludvíka XVI. uvedl tento nápoj na dvůr, a následně se nápoj v roce 1834 dostal i do Spojených států. Mezitím v Německu vytvořila společnost Jordan & Timaeus tzv. „parní čokoládu“ (německy dampfchocolade), která byla pevná a vyráběla se z čokolády a mléka – předchůdce moderní mléčné čokolády.

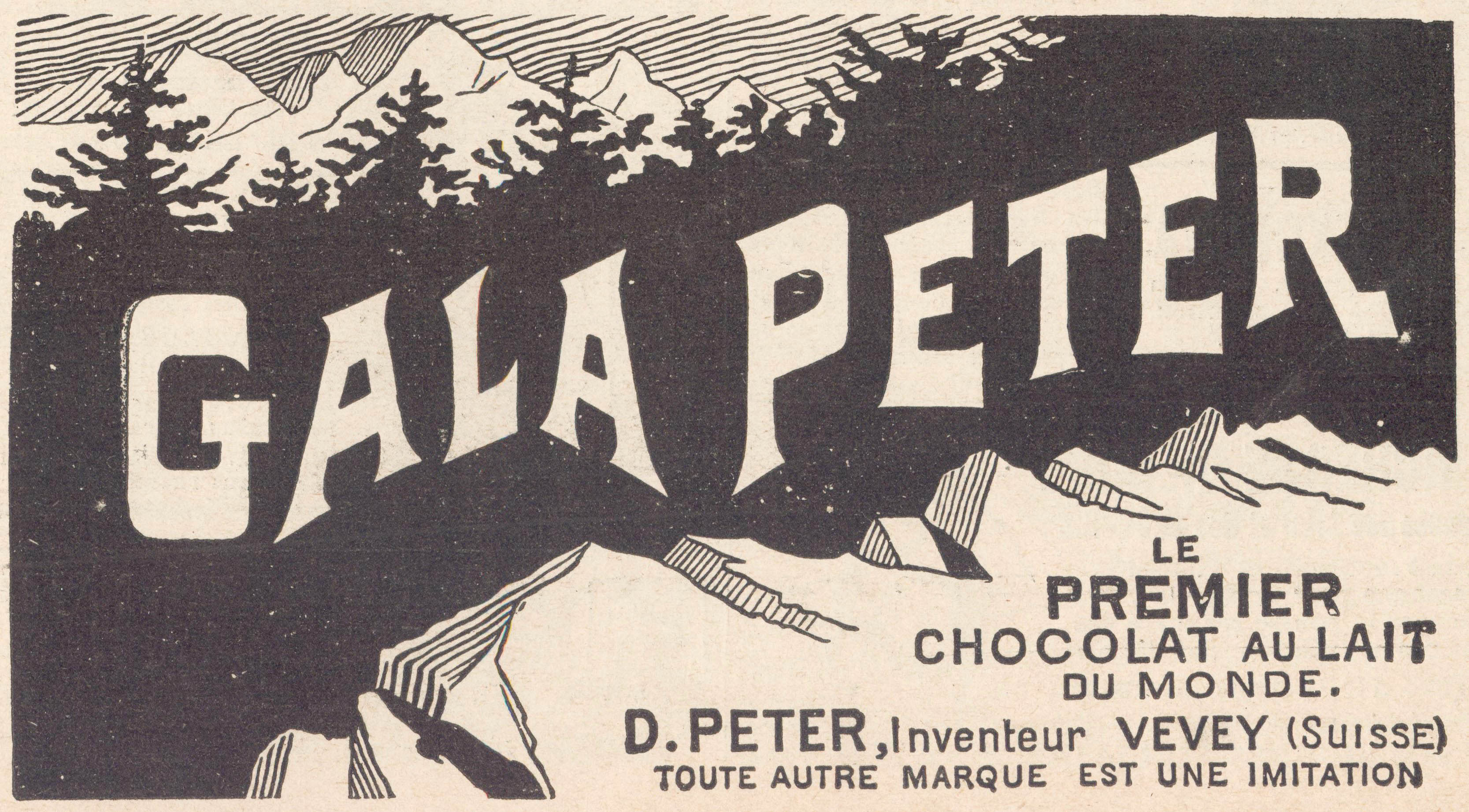
Obal z mléčné čokolády Gala Peter z roku 1905.

V roce 1875 švýcarský podnikatel a prodejce čokolády Daniel Peter poprvé úspěšně spojil kakaovou hmotu, kakaové máslo a cukr s kondenzovaným mlékem, které nedávno předtím vytvořil jeho přítel Henri Nestlé, a vyrobil tak první mléčnou čokoládu. Proces výroby následně zdokonalil švýcarský čokolatiér Rodolphe Lindt, který v roce 1879 vyvinul konšování, díky kterému byla čokoláda hladší a jemnější. V roce 1887 byla čokoláda, po upravení receptury, uvedena na trh pod značkou Gala Peter. Recept však unikl dalším výrobcům – François Caillerovi a Charlesi Kohlerovi. Každý z nich si otevřel svoji továrnu, přičemž Cailler začal čokoládu vyrábět masově. Kohler se později, v roce 1901 sloučil s Peterem, který otevřel novou továrnu v Orbe. Ve stejném roce uvedla společnost Suchard z Neuchâtelu na trh čokoládu značky Milka. Díky tomuto vývoji Švýcarsko brzy ovládlo čokoládový trh, produkce dramaticky vzrostla a do roku 1905 země produkovala 15 000 tun čokolády, z čehož se velká část exportovala.

### Celosvětové rozšíření

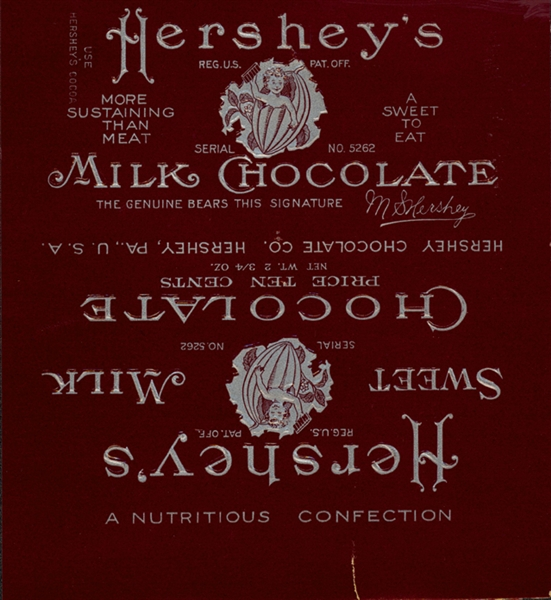
Obal čokolády z let 1906–1911, společnosti Hershey.

Mezitím docházelo k dalšímu vývoji mléčné čokolády i mimo Švýcarsko – v roce 1905 vznikla značka Cadbury Dairy Milk ve Spojeném království, která se stala ve 20. letech nejprodávanější mléčnou čokoládou v Anglii. Současně v roce 1900 představil podnikatel Milton Hershey čokoládu Hershey, díky které se stala mléčná čokoláda populární i ve Spojených státech.
V průběhu desetiletí se výroba mléčné čokolády rozšířila po celém světě a objevily se další nové značky. V roce 1910 vytvořili Arthur a George Ensorovi první mléčnou čokoládu v Kanadě z čerstvého mléka a v roce 1926 společnost Meiji představila svoji první tabulku mléčné čokolády, vyrobenou v Japonsku. Mléčná čokoláda byla i součástí 2. světové války, kdy britští a američtí vojáci nosili čokoládu D Ration jako nouzovou zásobu energie.

### Nadnárodní společnosti
V té době zároveň v důsledku vzniku velkých továren prudce klesl počet nezávislých výrobců. Už v roce 1899 se spojila společnost Lindt a Sprüngli a v roce 1929 se stalo Nestlé největším výrobcem mléčné čokolády v zemi. Ve druhé polovině 20. století se tempo konsolidace trhu zrychlilo, a během třiceti let došlo k více než 200 spojením nebo převzetím, přičemž do roku 2001 vlastnilo 17 nadnárodních společností více než polovinu celosvětového trhu. V roce 2013 už to byly pouze čtyři společnosti – Mondelēz, Mars, Nestlé a Ferrero, které vlastnily 49 % trhu. V roce 2021 měl celosvětový trh s mléčnou čokoládou hodnotu 58,6 miliardy dolarů, přičemž se předpokládá, že v roce 2027 dosáhne hodnoty 69,42 miliardy dolarů.

## Výroba
Mléčná čokoláda se vyrábí z kakaového másla, kakaové hmoty, mléka a cukru. Kakaové boby, které jsou potřeba k výrobě se pěstují v jihovýchodní Asii, Jižní Americe a západní Africe, nejčastěji v Pobřeží slonoviny, odkud se vyváží až 40 % z celkového světového trhu s kakaovými boby. Jakmile jsou kakaové lusky sklizeny, semena – kakaové boby – jsou z nich vyjmuta a dána do nádoby, aby začala fermentovat. Po usušení jsou odvezeny do závodu, kde se vyčistí, praží a následně melou. Vzniklá kakaová pasta se následně rozdělí lisováním na kakaovou hmotu a kakaové máslo.
V další fázi výroby se přidávají další dvě složky – mléko a cukr. Mléko se nejčastěji přidává v práškové formě, jelikož by voda obsažená v nedehydratovaném mléce poškodila vlastnosti čokolády. Obvykle se používá sušené plnotučné mléko, ale alternativy zahrnují i sušené odstředěné mléko nebo i kondenzované mléko. Mléčné náhražky, jako je mandlové a rýžové mléko, se používají k výrobě mléčné čokolády bez laktózy. Cukr, poslední hlavní složka, se přidává buď současně se sušeným mlékem nebo během konšování.
Tekutá čokoláda se následně nalévá do forem a tvaruje se do tabulek, pralinek, čoček atd.

### Přidané přísady
Na začátku 20. století se v Evropě i v Spojených státech objevily tyčinky, které kombinovaly mléčnou čokoládu s dalšími sladkými přísadami. V roce 1904 uvedl François Cailler na trh čokoládu Branche, která byla plněná pralinkami s lískovými ořechy a tvarovaná ve tvaru větví. Theodor Tobler a Emil Baumann vynalezli v roce 1908 čokoládu Toblerone, která obsahovala mandle, med a nugát. Ve Spojených státech byl v roce 1912 představena cukrovinka Goo Goo Cluster, která se kromě mléčné čokolády skládala z karamelu, marshmallows a arašídů. Krátce nato společnost D. L. Clark Company v roce 1917 představila tyčinku s dalšími přísadami – Clark Bar, která byla plněná karamelem. Brzy na to následovaly další dvě značky, které se později staly globálně populárními – tyčinka Mars z roku 1932 a o tři roky později tyčinky Kit Kat.
V roce 2021 měl trh s výrobky z čokolády hodnotu přes 151,9 miliard amerických dolarů a do roku 2027 se očekává hodnota 177,8 miliard dolarů.

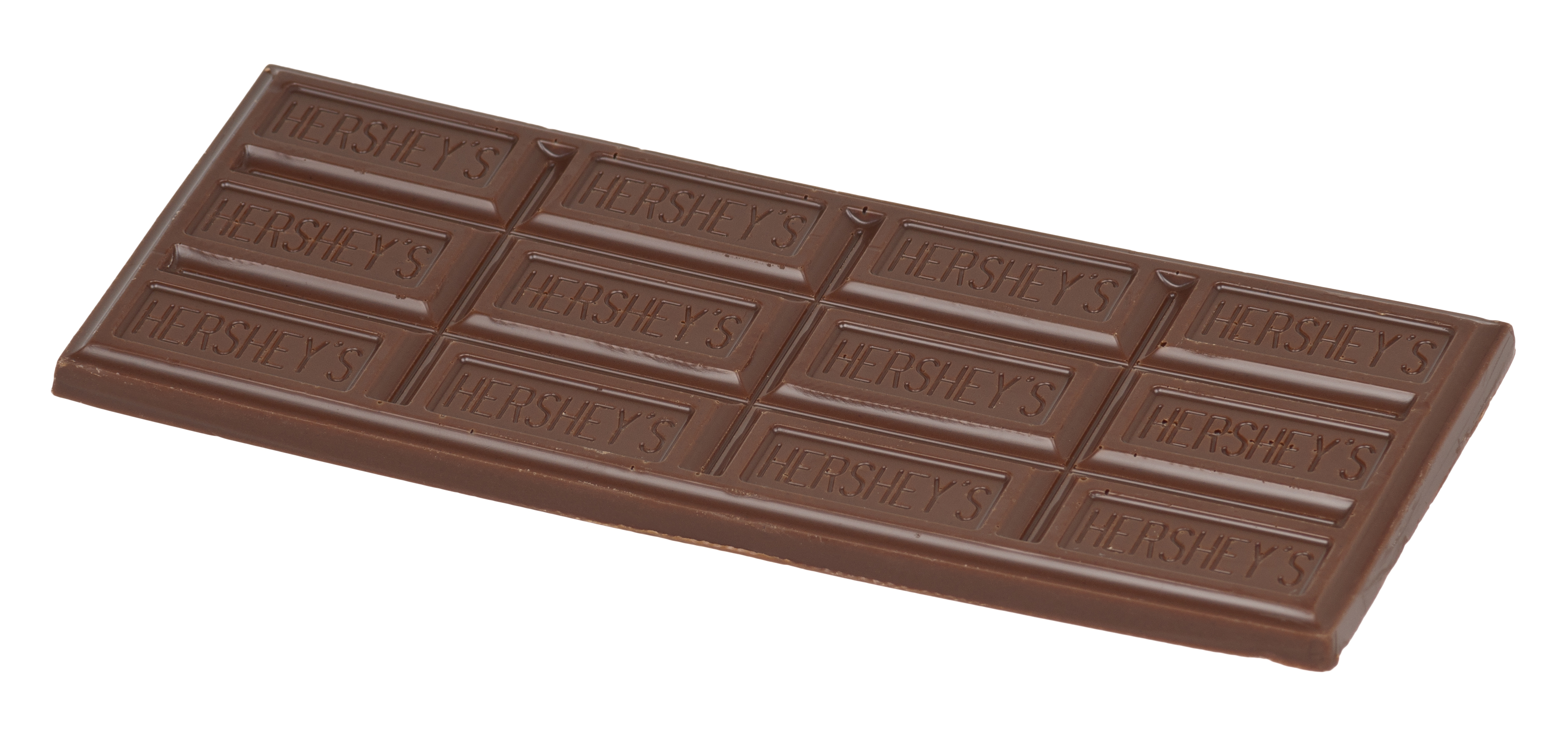
Tabulka mléčné čokolády Hershey
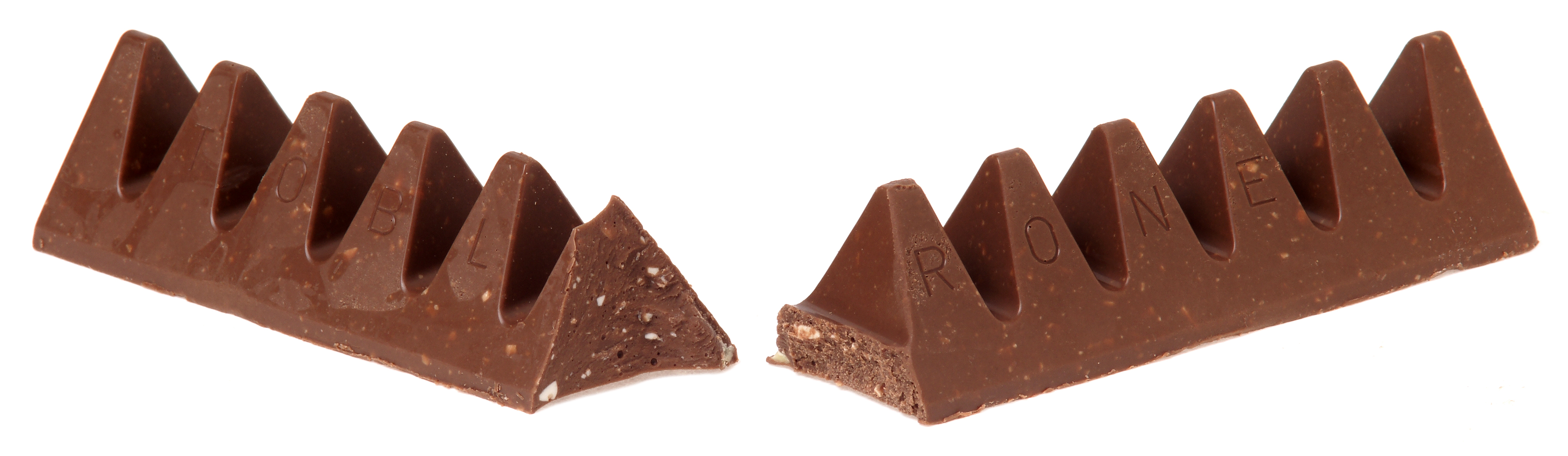
Čokoláda Toblerone
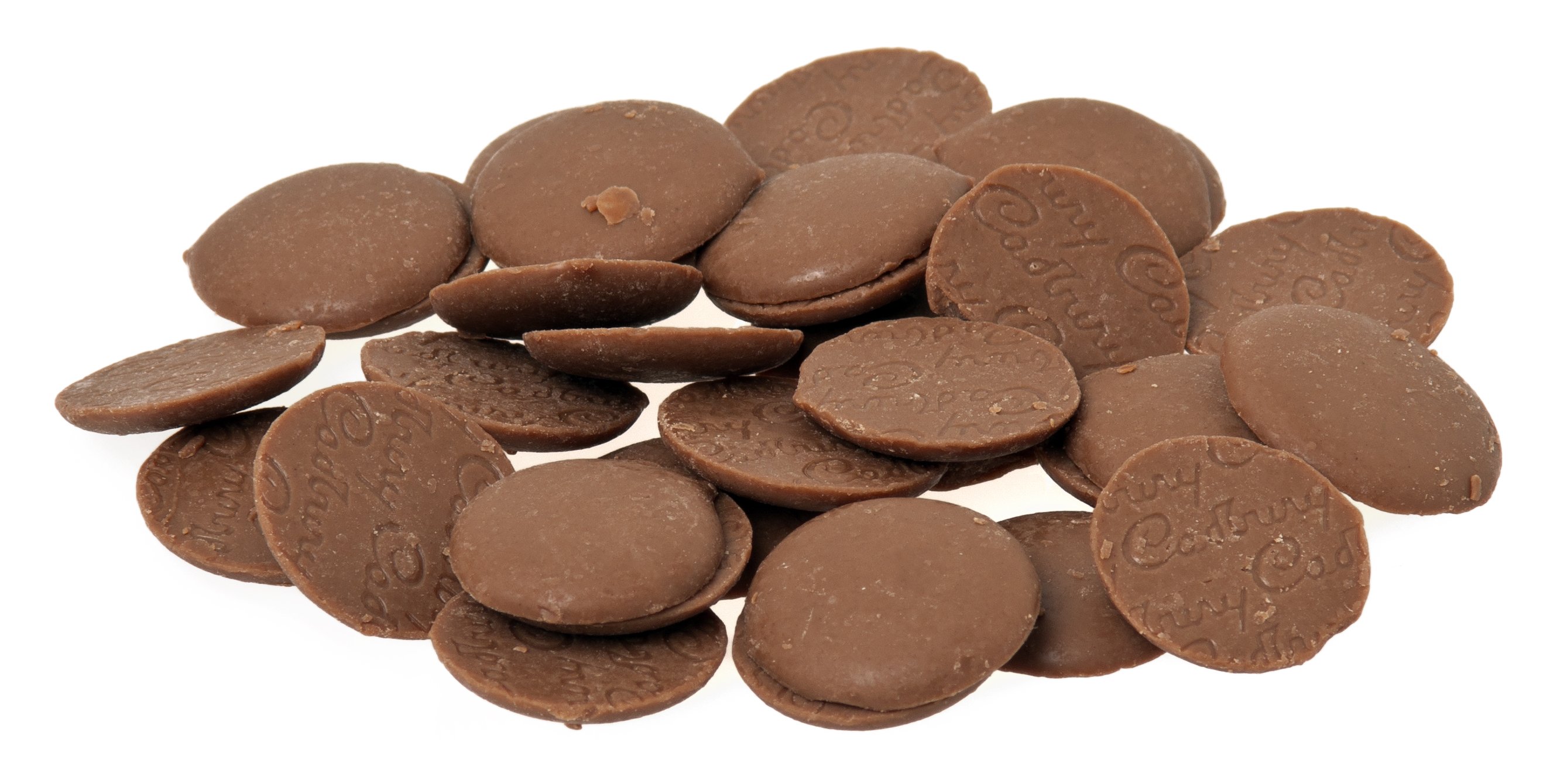
Čočky z mléčné čokolády Cadbury Dairy Milk
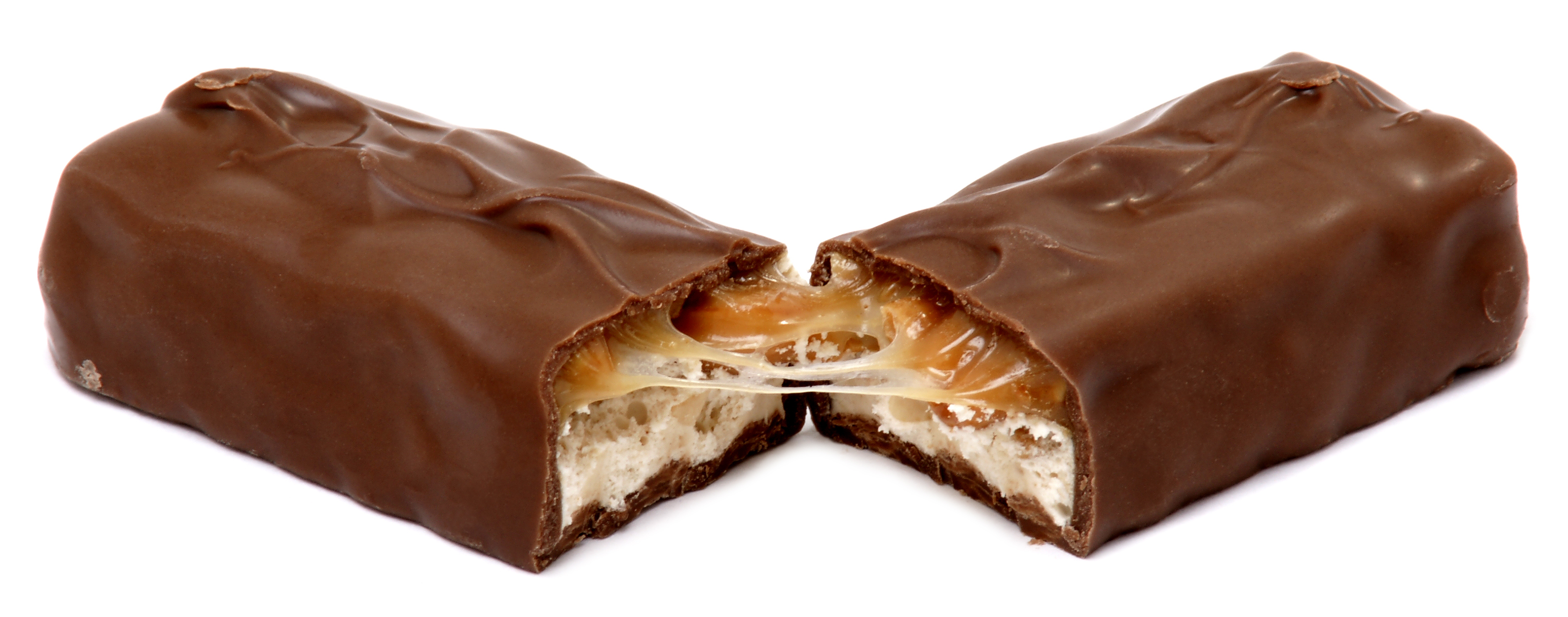
Tyčinka Snickers

## Spotřeba
Nejvíce čokolády se spotřebuje v Evropě – 50 %, kde nejvíce spotřebují Švýcaři, zhruba 9 kg za rok, Němci, 7,9 kg za rok, a Britové s 7,4 kg za rok na osobu. Po Evropě následují Spojené státy s 20 % celkové spotřeby.
V 21. století začala narůstat i spotřeba na jiných trzích – v letech 2000 až 2013 se zvedl trh s mléčnou čokoládou v Africe a na Středním Východě o 239 % a v Latinské Americe o 228 %. V Asii, kde je obvykle spotřeba mléka nízká, trh s čokoládou vzrostl v Australasii o 219 % a v asijsko-pacifickém regionu o 113 % a v Číně vzrostla hodnota dovozu mléčné čokolády z 17,7 milionů dolarů na 50 miliónů dolarů v letech 1999–2003 a v roce 2007 38 % kupovalo mléčnou čokoládu.